# James Ashbury Allison
James Ashbury Allison (* 11. August 1872 in Marcellus, Michigan; † 3. August 1928 in Indianapolis, Sohn von Noah und Myra Allison) war ein US-amerikanischer Geschäftsmann und Unternehmer.
James Allison arbeitete bereits mit 12 Jahren im väterlichen Betrieb, der Allison Coupon Company, und übernahm das Unternehmen 1890 nach dem Tod seines Vaters. Zusammen mit Carl Fisher und Percy Avery verbesserte er die Karbidlampe, so dass sie problemlos als Scheinwerfer an Kraftfahrzeugen verwendet werden konnte. Für die Produktion wurde die Concentrated Acetylene Company gegründet, die ab 1904 Prest-O-Lite-Scheinwerfer herstellte und damit einen außerordentlichen wirtschaftlichen Erfolg erzielen konnte. 
1907 heiratete Allison Sarah Cornelius. 
Zusammen mit Arthur Newby und Frank Wheeler gründeten Fisher, Avery und Allison 1910 den bekannten Indianapolis Motor Speedway, auf dem seit 1911 jedes Jahr das 500-Meilenrennen gefahren wird. 1927 wurde Allison der alleinige Geschäftsführer. In Verbindung mit der Rennstrecke hatte er am 14. September 1915 einen Tuning-Betrieb eröffnet, die Indianapolis Speedway Team Company, aus der die Allison Engine Company hervorging. 
Sein Haus, Riverdale, erreichte für seine Architektur und den Gartenbau internationales Renommee.
1928 ließ er sich von seiner Frau Sarah scheiden und heiratete einen Monat später seine ehemalige Angestellte Lucile Musset. Im Sommer 1928 starb er an einer Lungenentzündung, nur eine Woche nach seiner zweiten Eheschließung. Allison wurde auf dem Crown Hill-Friedhof in Indianapolis beigesetzt.